# Slocan
Slocan es un pueblo canadiense situado en la provincia de Columbia Británica.

## Superficie
Slocan tiene una superficie de 0,78 km².

## Demografía
En 2021, tenía 379 habitantes, una densidad poblacional de 488,6 hab./km², y 212 viviendas.